# قرار مجلس الأمن التابع للأمم المتحدة رقم 602
قرار مجلس الأمن التابع للأمم المتحدة رقم 602، المتخذ بالإجماع في 25 تشرين الثاني / نوفمبر 1987، بعد الاستماع إلى مذكرات من جمهورية أنغولا الشعبية، أشار المجلس إلى القرارات 387 (1976)، 428 (1978)، 447 (1979)، 454 (1979)، 475 (1980)، 545 (1983)، 546 (1984)، 567 (1985)، 571 (1985)، 574 (1985) و577 (1985)، أعرب المجلس عن قلقه إزاء عمليات التوغل العسكرية المستمرة في البلاد من جنوب أفريقيا من خلال المحتلة جنوب غرب إفريقيا (ناميبيا).
وطالب المجلس جنوب أفريقيا بوقف عملية «مودولر» واحترام سيادة أنغولا ووحدة أراضيها، مشيراً إلى «الدخول غير المشروع لرئيس النظام العنصري في جنوب أفريقيا وبعض وزرائه» إلى أنغولا. وقال ممثل غانا، الذي قدم القرار، إن الهجمات المستمرة إهانة لسلطة المجلس. ودعا إلى انسحاب كامل وغير مشروط لقوات جنوب أفريقيا من جنوب أنغولا، وطالب الأمين العام برصد تنفيذ القرار الحالي وتقديم التقارير في موعد أقصاه 10 كانون الأول / ديسمبر 1987.
كان القرار رفضًا مباشرًا لعرض جنوب إفريقيا بسحب قواتها من أنغولا إذا فعلت دول أخرى، مثل كوبا، الشيء نفسه.

## روابط خارجية
- نص القرار في undocs.org